# Чи Шанбинь
Чи Шанбинь (кит. упр. 迟尚斌, пиньинь Chí Shàngbīn; 19 сентября 1949 года, Далянь, Ляонин, КНР — 6 марта 2021 года, там же) — китайский футболист, выступавший на позиции полузащитника, игрок национальной сборной, футбольный тренер.

## Карьера
В качестве игрока всю карьеру провёл в клубе «Ляонин», а также выступал за национальную сборную, в которую получил приглашение ещё в 1970-х. Принимал участие в розыгрыше Кубка Азии 1976 и 1980 годов, а также Азиатских играх 1974, 1978 и 1982 годов.
В качестве тренера известен тем, что установил рекорд китайской лиги с клубом «Далянь Ваньда», который не проигрывал в течение 55 матчей подряд в период 1995—1997 годов, что привело команду к двум чемпионским титулам Лиги Цзя А.

## Личная жизнь
С 2015 года тренировал молодёжные команды. 6 марта 2021 года умер от инфаркта в возрасте 71 года.

## Достижения

### В качестве игрока
«Ляонин»
- Чемпион Китая : 1978[11]

### В качестве тренера
"Далянь Ваньда
- Чемпион Лиги Цзя-А: 1996,[12] 1997

 «Сямынь Юаньхуа»
- Чемпион Лиги Цзя-Б: 1999

«Далянь Аэрбин»
- Чемпион второй лиги: 2010[13]

### Индивидуальные
- Тренер месяца в Азии: март 1997,[14] декабрь 1997[15]